# Федеральний університет Пернамбуку
Федеральний університет Пернамбуку (порт. Universidade Federal de Pernambuco, UFPE) — публічний федеральний університет у місті Ресіфі, штат Пернамбуку, Бразилія.